# Lion's Cup 1982
Il Lion's Cup 1982 è stato un torneo di tennis giocato sul sintetico indoor. È stata la 5ª edizione del torneo, che fa parte dei Tornei di tennis femminili indipendenti nel 1982. Si è giocato a Tokyo in Giappone, dal 15 al 16 novembre 1982.

## Campionesse

### Singolare
Chris Evert ha battuto in finale  Andrea Jaeger con il punteggio di 6–3, 6–2

### Doppio
- Doppio non disputato